# Julie Baeyens
Julie Baeyens (23 januari 1987) is een Belgisch voormalig judoka. 

## Levensloop
Bayens werd driemaal Belgisch kampioene in de gewichtsklasse -57kg. Ook won ze tweemaal brons op de Wereldbeker-manche te Birmingham (2008 & 2010) en eenmaal op die van Rotterdam (2008).

## Palmares
2001
- - Kadetten toernooi van Nîmes (9 december 2001)

2002
- – Internationaal Toernooi van Brussel -17jaar (6 april 2002)
- – Internationaal toernooi van Wilrijk -17jaar (28 april 2002)
- – Britse Open kampioenschappen te Willesden -17jaar  (26 mei 2002)
- 7e – Europese kampioenschappen -17jaar te Gyor (30 juni 2002)

2003
- – Agglorex Trofee te Lommel -17jaar (2 maart 2003)
- – Internationaal Toernooi van Brussel -17jaar (19 april 2003)
- – EYOD te Parijs (29 juli 2003)
- 5e – Europese kampioenschappen -17jaar te Baku (24 augustus 2003)

2004
- – Agglorex Trofee te Lommel -20jaar (22 februari 2004)
- – Euro Junior Toernooi te Stockerau -20jaar (23 mei 2004)
- – A-Toernooi van Berlijn -20jaar (8 augustus 2004)

2005
- – Belgische Open kampioenschappen dames te Aarlen (30 januari 2005)
- – Internationaal Toernooi van Laval -20jaar	(12 februari 2005)
- – Agglorex Trofee te Lommel (10 april 2005)
- – A-Toernooi van Sint-Petersburg -20jaar (24 april 2005)
- – A-Toernooi van Lyon -20jaar (15 mei 2005)
- – A-Toernooi van Wenen -20jaar (29 mei 2005)
- – A-Toernooi van Borås	-20jaar (21 augustus 2005)

2006
- – Internationaal Thüringen te Erfurt -20jaar (25 maart 2006)
- – A-Toernooi van Sint-Petersburg -20jaar (30 april 2006)
- – A-Toernooi van Cetniewo -20jaar (29 juli 2006)

2007
- – Zwitserse Open kampioenschappen te Luzern (14 april 2007)
- – Tre Torri Toernooi te Corridonia (2 juni 2007)
- 5e – Europese kampioenschappen tot 23jaar te Salzburg (24 november 2007)

2008
- – Belgische Ladies Open kampioenschappen te Aarlen (3 februari 2008)
- 7e – World Cup van Boedapest (16 februari 2008)
- – Agglorex Trofee te Lommel (13 april 2008)
- – Duitse Open kampioenschappen te Braunschweig (5 juli 2008)
- – Wereldbeker-manche van Birmingham (20 september 2008)
- – Super World Cup Nederlandse Open Kampioenschappen te Rotterdam (27 september 2008)

2009
- – International Toernooi van Épinal (4 januari 2009)
- 7e – Wereldbeker-manche van Sofia (24 januari 2009)
- – Sarajevo Open (5 april 2009)
- 7e – Duitse Open Kampioenschappen te Sindelfingen (25 juli 2009)
- 2e ronde – Wereldkampioenschap te Rotterdam (27 augustus 2009)
- – Europese kampioenschappen tot 23jaar te Antalya (20 november 2009)
- 2e ronde – Grand Slam van Tokio (12 december 2009)

2010
- 5e – Grand Prix van Tunis (8 mei 2010)
- 5e – Wereldbeker te Boekarest (5 juni 2009)
- 33e – Wereldkampioenschap te Tokio (11 september 2010)
- – Wereldbeker te Birmingham (2 oktober 2010)
- 5e – Grand Prix van Rotterdam (15 oktober 2010)

### Belgische kampioenschappen
| Datum            | Plaats    | Categorie | Gewichtsklasse | Resultaat |
| ---------------- | --------- | --------- | -------------- | --------- |
| 9 februari 2002  | Herentals | -17jaar   | -57 kg         | Zilver    |
| 15 februari 2003 | Herentals | -17jaar   | -57 kg         | Goud      |
| 14 maart 2004    | Tielt     | -20jaar   | -57 kg         | Zilver    |
| 21 november 2004 | Charleroi | senioren  | -57 kg         | Brons     |
| 12 maart 2005    | Charleroi | -20jaar   | -57 kg         | Brons     |
| 6 november 2005  | Charleroi | senioren  | -57 kg         | Zilver    |
| 25 februari 2006 | Hasselt   | -20jaar   | -57 kg         | Goud      |
| 4 november 2006  | Hasselt   | senioren  | -57 kg         | Brons     |
| 3 november 2007  | Hasselt   | senioren  | -57 kg         | Goud      |
| 8 november 2008  | Herstal   | senioren  | -57 kg         | Goud      |
| 24 oktober 2009  | Herstal   | senioren  | -57 kg         | Goud      |